# Hermance RRC
Der Hermance Région Rugby Club (kurz Hermance RRC) ist ein Schweizer Rugby-Union-Verein aus Hermance im Kanton Genf. Er ist in der höchsten Spielklasse, der Nationalliga A, vertreten. Bisher wurde er je zwölfmal Schweizer Meister und Cupsieger. Damit ist er der erfolgreichste Schweizer Rugbyverein.
Neben dem Männerteam gehören dem Verein auch verschiedene Juniorenteams, ein Frauenteam (nur Siebener-Rugby) und ein Seniorenteam an.

## Geschichte
Die Gründung des Vereins – damals noch unter dem Namen Hermance Rugby Club (HRC) – erfolgte am 15. Dezember 1971 durch Yves Labouré, der auch der erste Vereinspräsident war. Die erste Meisterschaft 1972/73 begann der Verein in der Nationalliga B. Bereits in der darauffolgenden Saison 1973/74 gelang der Aufstieg in die Nationalliga A, der er seither ununterbrochen angehört. In den Jahren 1979, 1980 und 1982 folgten die ersten bedeutenden Erfolge mit dem Gewinn des Schweizer Cups. Seit jeher ist der Verein nicht allein auf Hermance beschränkt, sondern auch in mehreren umliegenden Gemeinden verankert: Anières, Corsier und Collonge-Bellerive im Kanton Genf sowie Chens-sur-Léman, Douvaine und Veigy-Foncenex im französischen Département Haute-Savoie. Um diese grenzüberschreitende Verbundenheit auszudrücken, benannte er sich 1992 in Hermance Région Rugby Club (HRRC) um.
In den 1990er Jahren und um die Jahrtausendwende war der Hermance RRC der dominierende Schweizer Rugbyverein. Nach dem ersten Meistertitel 1992 konnte er diesen dreimal hintereinander verteidigen. Fünfmal in Folge Schweizer Meister wurde er in den Jahren 1997 bis 2001. Den Schweizer Cup konnte er von 1993 bis 1999 sogar siebenmal für sich entscheiden. Zwei weitere Meistertitel kamen 2002 und 2004 hinzu, ebenso der Cupsieg 2004. Anschliessend konnte Hermance längere Zeit nicht mehr an diese Erfolgsserie anknüpfen. Zwar stand er 2008 im Meisterschaftsfinal, unterlag aber dem Nyon RC. Fünf Jahre später holte sich der Verein am Ende der Saison 2012/13 im Final gegen Nyon durch und holte sich den zwölften (und bisher letzten) Meistertitel. Erneut kam es zu einer längeren Durststrecke, die erst 2024 mit dem Cupsieg endete.

## Stadion
Der Hermance RRC trägt seine Heimspiele nicht in der Schweiz aus. Er nutzt das Stade Marius Berthet in der französischen Nachbargemeinde Chens-sur-Léman im Département Haute-Savoie, das sich rund dreihundert Meter von der schweizerisch-französischen Grenze entfernt befindet.

## Erfolge
- Schweizer Meister: 1992, 1993, 1994, 1995, 1997, 1998, 1999, 2000, 2001, 2002, 2004, 2013
- Meister Nationalliga B: 1974
- Cupsieger: 1979, 1980, 1982, 1993, 1994, 1995, 1996, 1997, 1998, 1999, 2004, 2024